# Mortes em março de 2024
Mortes em 2024: ← Janeiro – Fevereiro – Março – Abril – Maio – Junho – Julho – Agosto – Setembro – Outubro – Novembro – Dezembro →
Esta é uma relação de pessoas notáveis que morreram durante o mês de março de 2024, listando nome, nacionalidade, ocupação e ano de nascimento.

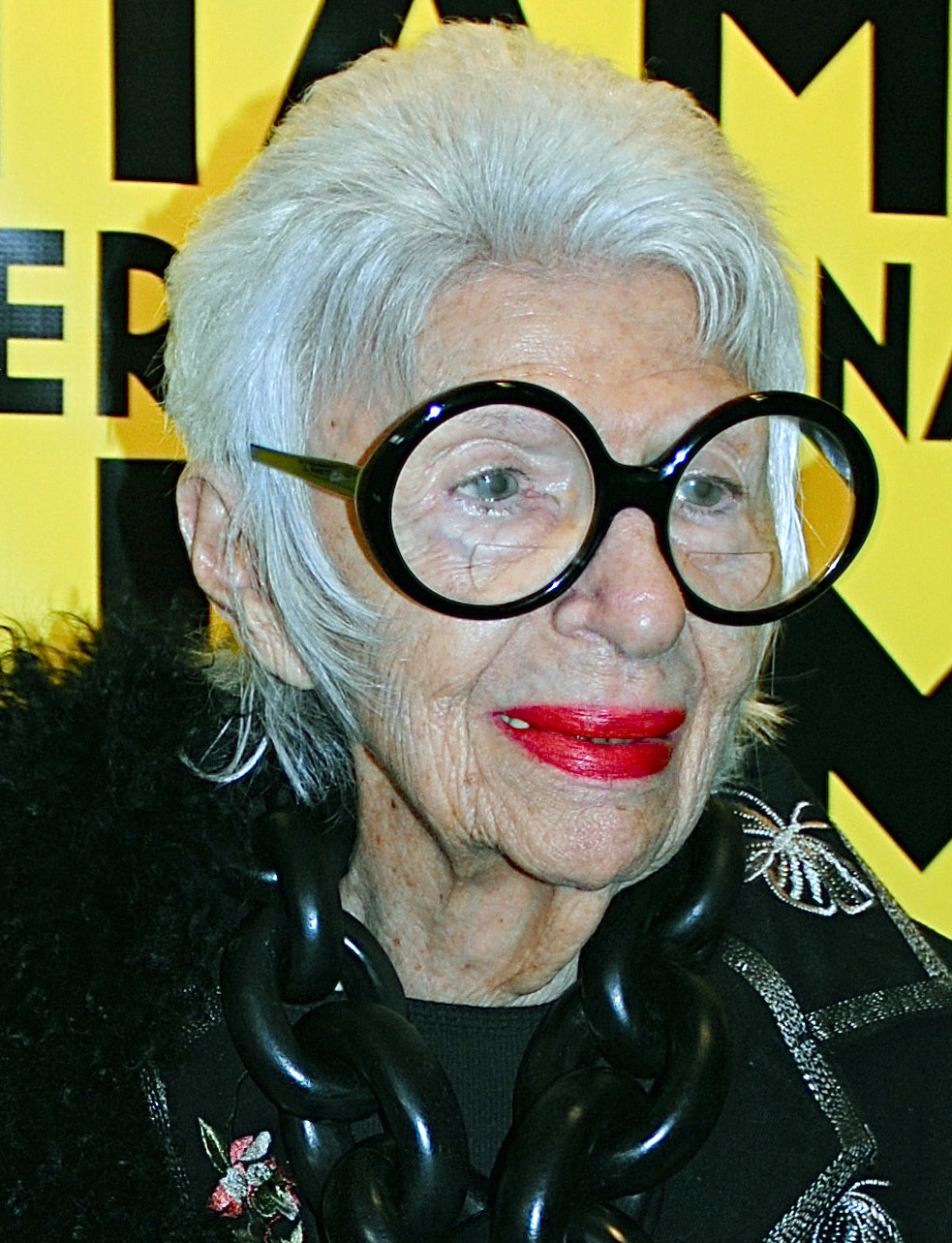
Iris Apfel, empresária e estilista estadunidense.

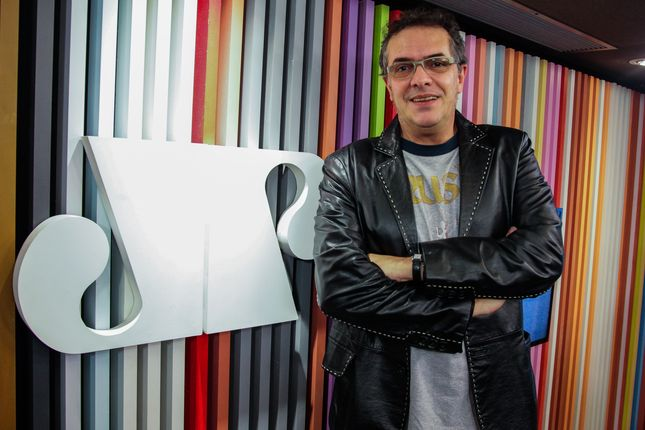
Claudio Tognolli, jornalista e professor brasileiro.

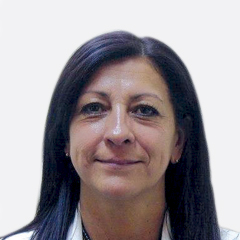
Diana Conti, advogada e política argentina.

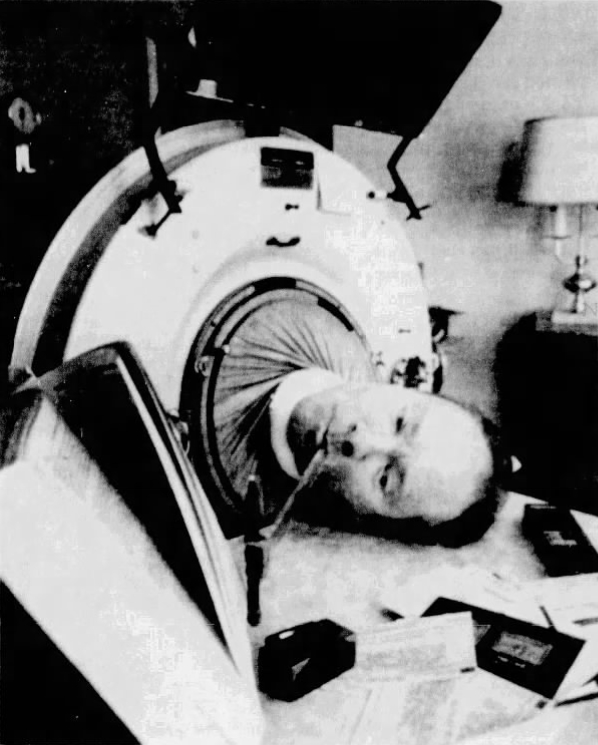
Paul Alexander, advogado e sobrevivente da poliomielite estadunidense.

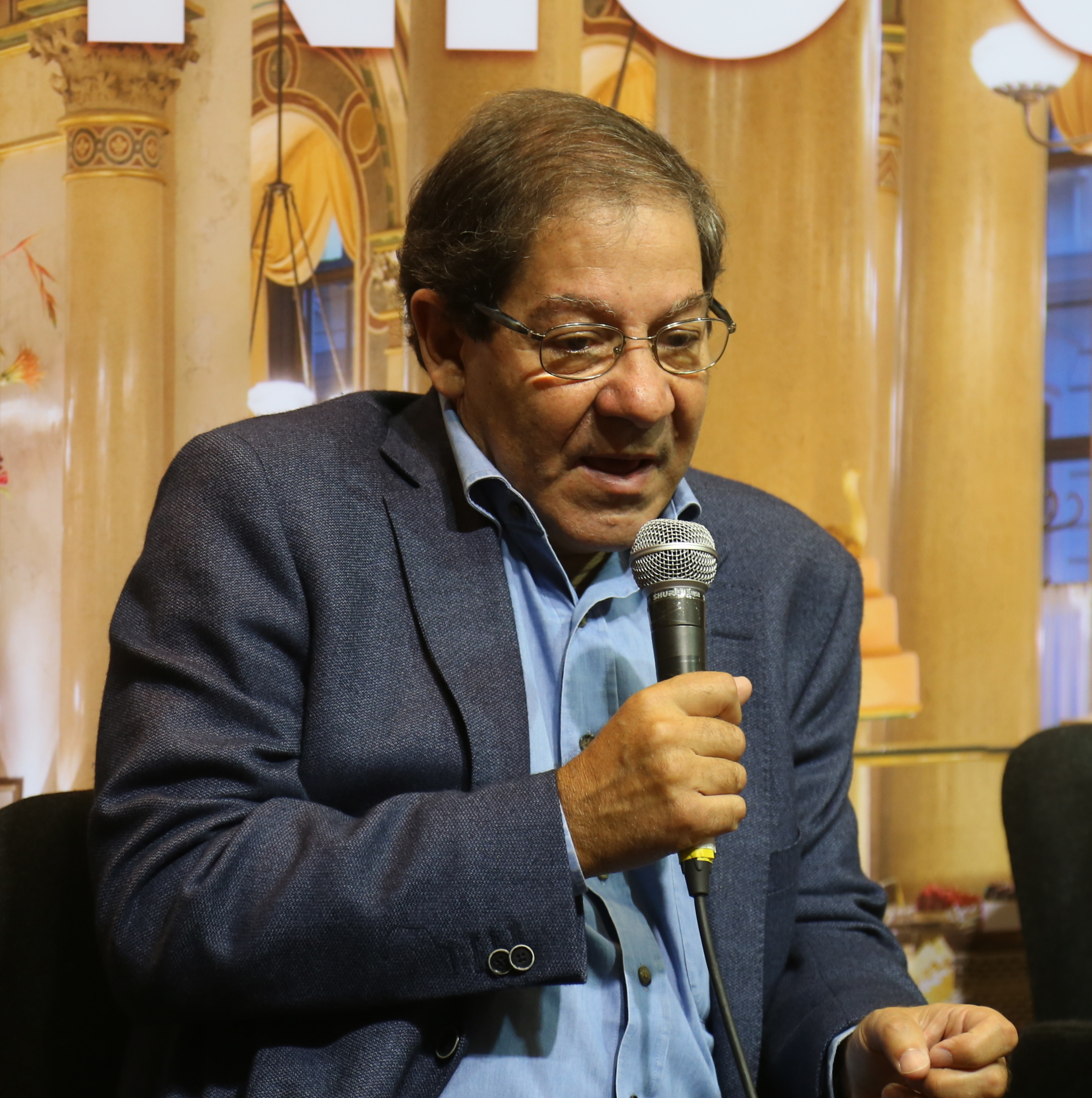
Nuno Júdice, poeta português.

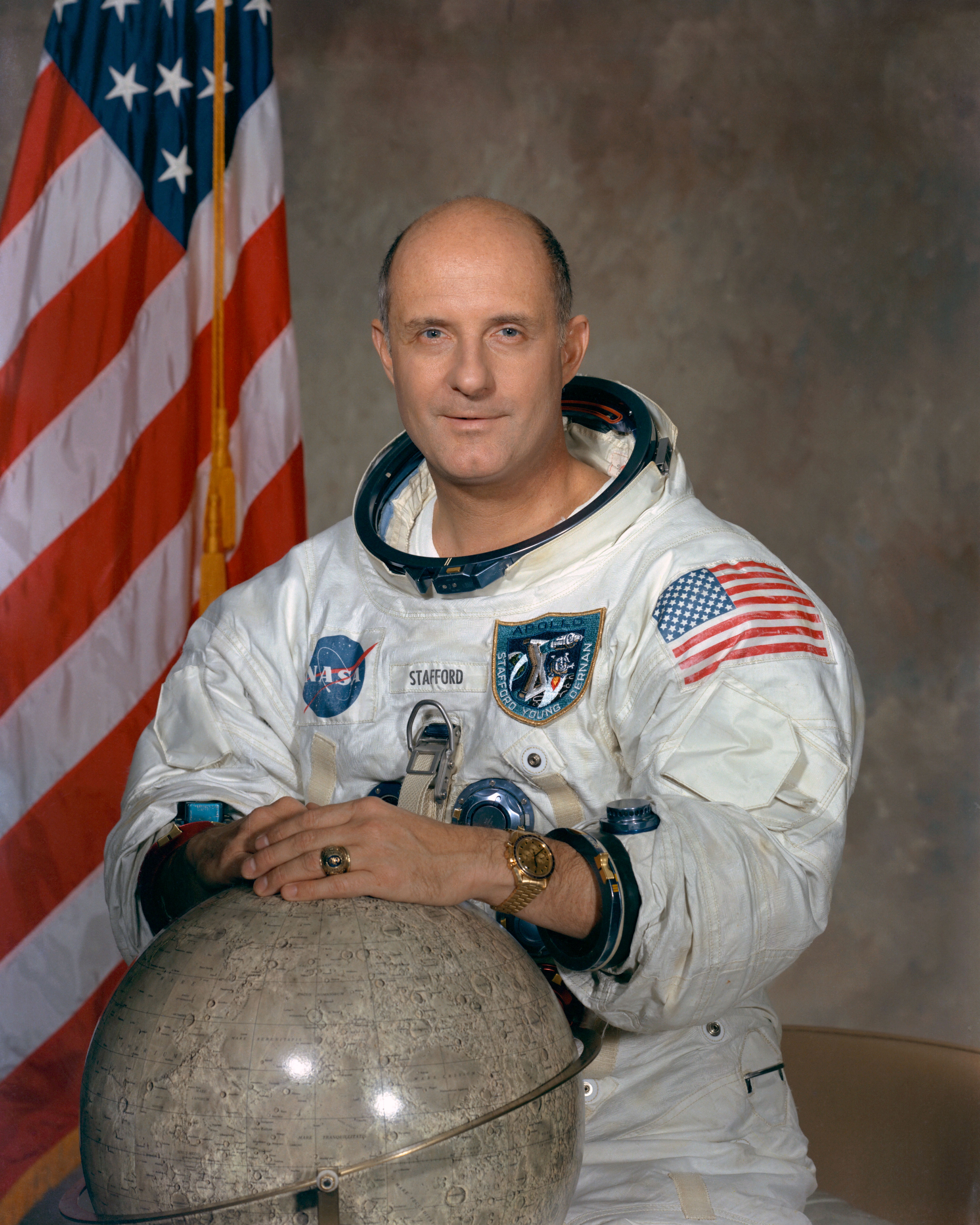
Thomas Stafford, astronauta estadunidense.

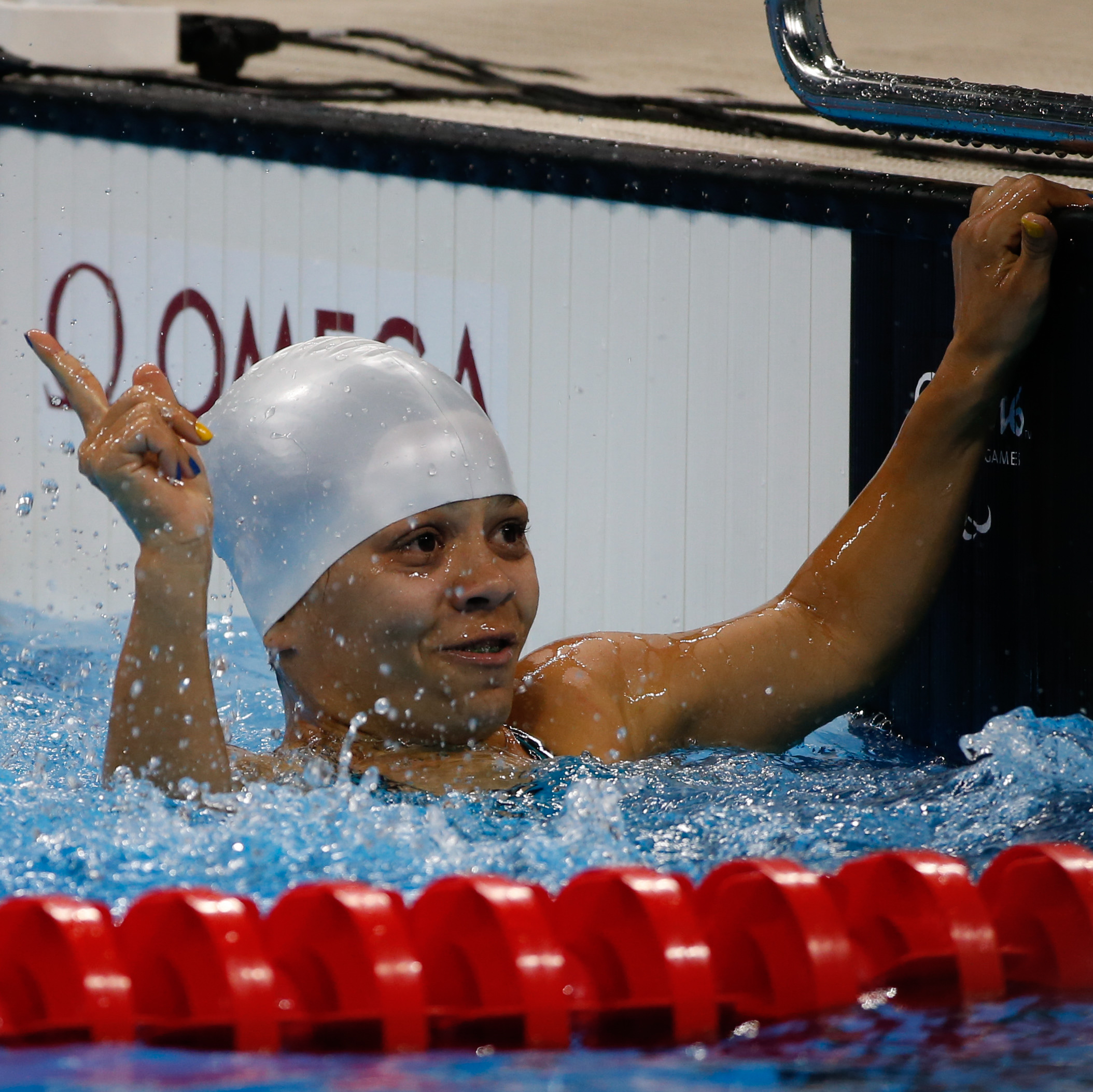
Joana Neves, nadadora brasileira.

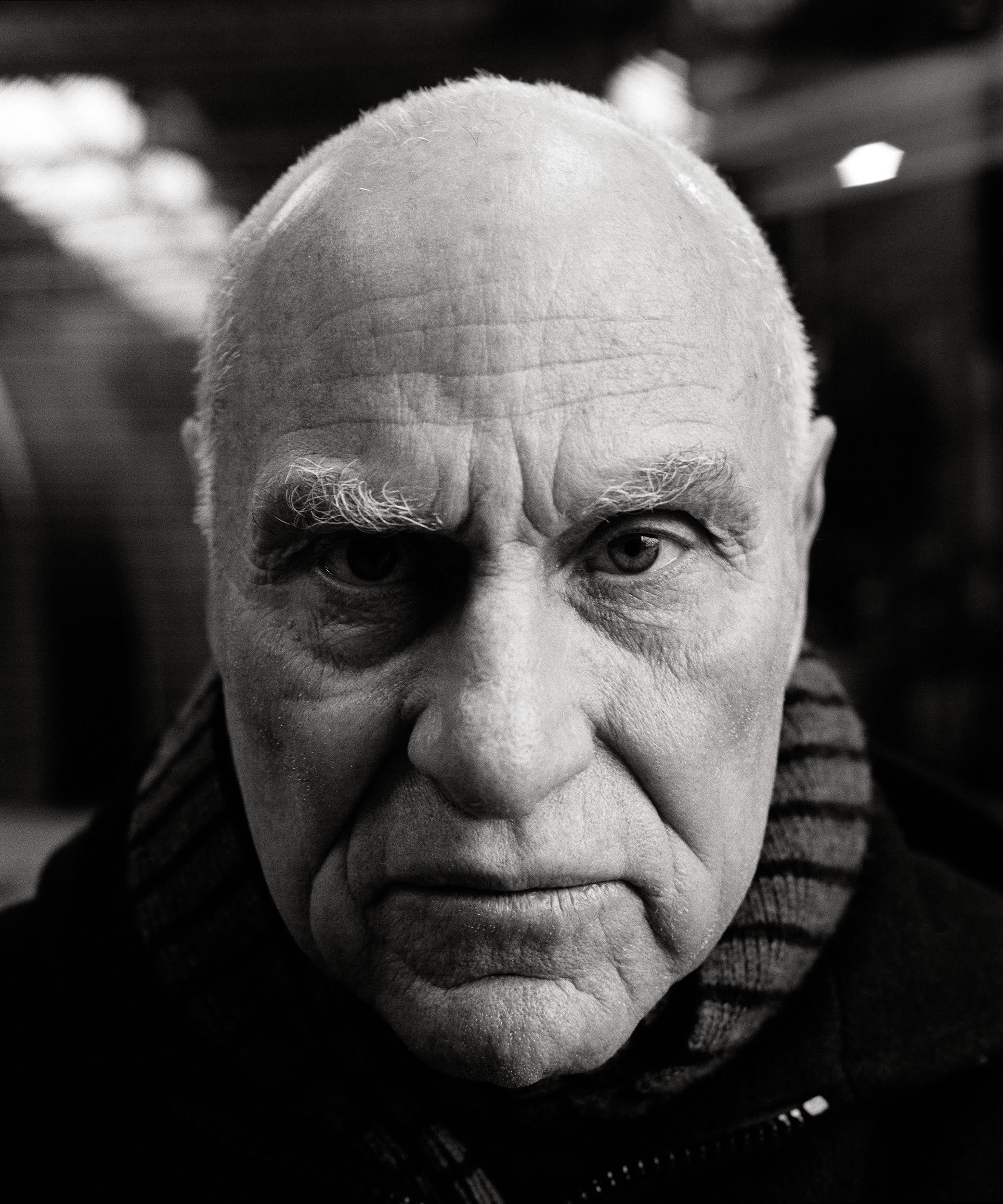
Richard Serra, escultor estadunidense.

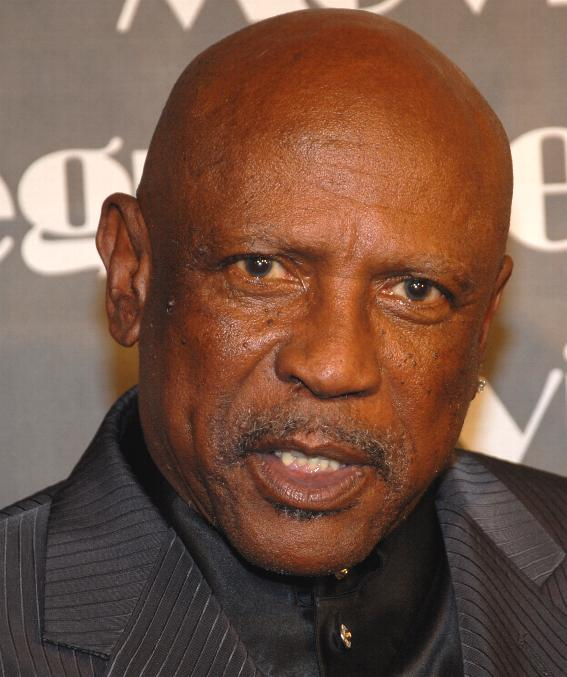
Louis Gossett Jr., ator estadunidense.

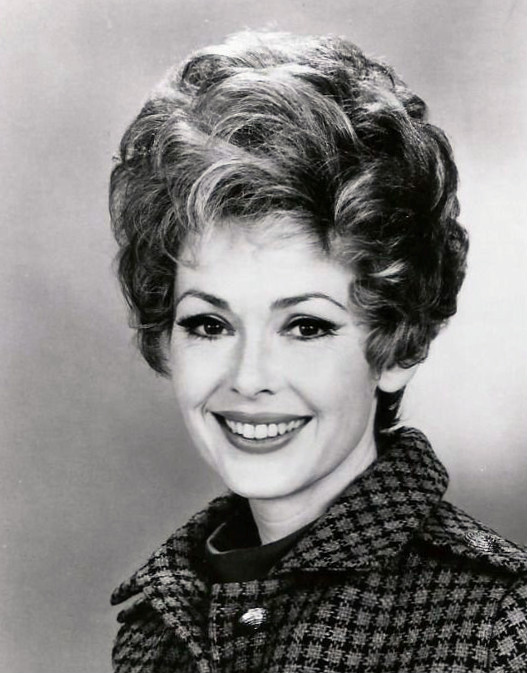
Barbara Rush, atriz estadunidense.

| Dia   | Nome                            | Profissão ou motivo de reconhecimento          | Nacionalidade          | Nasc. | Ref    |
| ----- | ------------------------------- | ---------------------------------------------- | ---------------------- | ----- | ------ |
| 1     | Iris Apfel                      | Empresária e estilista                         | Estados Unidos         | 1921  | [ 1 ]  |
| 1     | João Maia da Silva Filho        | Político e filósofo                            | Brasil                 | 1941  | [ 2 ]  |
| 1     | Fernando Correia                | Jornalista                                     | Portugal               | 1942  | [ 3 ]  |
| 1     | Akira Toriyama                  | Mangaká                                        | Japão                  | 1955  | [ 4 ]  |
| 2     | Antoine Predock                 | Arquiteto                                      | Estados Unidos         | 1936  | [ 5 ]  |
| 2     | Janice Burgess                  | Executiva de televisão, roteirista e produtora | Estados Unidos         | 1952  | [ 6 ]  |
| 3     | Claudio Tognolli                | Jornalista e professor                         | Brasil                 | 1963  | [ 7 ]  |
| 3     | Roberto Fleitas                 | Treinador de futebol                           | Uruguai                | 1932  | [ 8 ]  |
| 3     | Edward Bond                     | Dramaturgo                                     | Reino Unido            | 1934  | [ 9 ]  |
| 3     | Ângela Tonelli Vaz Leão         | Filóloga e professora                          | Brasil                 | 1922  | [ 10 ] |
| 3     | José Geraldo Arcanjo            | Futebolista                                    | Brasil                 | 1970  | [ 11 ] |
| 4     | Welson Gasparini                | Político                                       | Brasil                 | 1936  | [ 12 ] |
| 4     | Juan Verduzco                   | Ator                                           | México                 | 1946  | [ 13 ] |
| 4     | Tarako                          | Atriz                                          | Japão                  | 1960  | [ 14 ] |
| 5     | António-Pedro Vasconcelos       | Cineasta                                       | Portugal               | 1939  | [ 15 ] |
| 5     | Hélio Rocha                     | Diretor e escritor                             | Brasil                 | 1940  | [ 16 ] |
| 6     | Horst Hippler                   | Químico e físico                               | Alemanha               | 1946  | [ 17 ] |
| 7     | Steve Lawrence                  | Músico                                         | Estados Unidos         | 1935  | [ 18 ] |
| 7     | Minervino Pietra                | Futebolista                                    | Portugal               | 1954  | [ 19 ] |
| 8     | Estrela Novais                  | Atriz                                          | Portugal               | 1953  | [ 20 ] |
| 8     | Herbert Kroemer                 | Físico                                         | Alemanha               | 1928  | [ 21 ] |
| 8     | Diana Conti                     | Advogada e política                            | Argentina              | 1956  | [ 22 ] |
| 9     | Georgi Popov                    | Futebolista                                    | Bulgária               | 1944  | [ 23 ] |
| 9     | Alexander Dewdney               | Matemático                                     | Canadá                 | 1941  | [ 24 ] |
| 10    | Percy Adlon                     | Cineasta                                       | Alemanha               | 1935  | [ 25 ] |
| 10    | Luisão Pereira                  | Músico                                         | Brasil                 | 1968  | [ 26 ] |
| 11    | Emilio Correa                   | Pugilista                                      | Cuba                   | 1953  | [ 27 ] |
| 11    | Eric Carmen                     | Cantor                                         | Estados Unidos         | 1949  | [ 28 ] |
| 11    | Miguel Gullander                | Escritor                                       | Portugal/ Suécia       | 1975  | [ 29 ] |
| 11    | Paul Alexander                  | Advogado e sobrevivente da poliomielite        | Estados Unidos         | 1946  | [ 30 ] |
| 13    | Neófito da Bulgária             | Líder religioso                                | Bulgária               | 1945  | [ 31 ] |
| 13    | Aribert Reimann                 | Compositor e pianista                          | Alemanha               | 1936  | [ 32 ] |
| 13    | Stefan Abadzhiev                | Futebolista                                    | Bulgária               | 1934  | [ 33 ] |
| 13    | Lair Guerra de Macedo           | Biomédica                                      | Brasil                 | 1943  | [ 34 ] |
| 13    | Marcello Gandini                | Designer de automóveis                         | Itália                 | 1938  | [ 35 ] |
| 14    | Léon Semmeling                  | Futebolista                                    | Bélgica                | 1940  | [ 36 ] |
| 14    | Frans de Waal                   | Biólogo                                        | Países Baixos          | 1948  | [ 37 ] |
| 14    | Costas Soukoulis                | Físico e químico                               | Grécia                 | 1951  | [ 38 ] |
| 15    | João da Bega                    | Político                                       | Brasil                 | 1943  | [ 39 ] |
| 15    | Milton Luiz Laquintinie Formoso | Pesquisador e professor universitário          | Brasil                 | 1927  | [ 40 ] |
| 15    | Paul Josef Cordes               | Prelado                                        | Alemanha               | 1934  | [ 41 ] |
| 15    | Antônio Fernando Brochini       | Prelado                                        | Brasil                 | 1946  | [ 42 ] |
| 16    | David Seidler                   | Roteirista                                     | Reino Unido            | 1937  | [ 43 ] |
| 16    | Antônio Carlos Chamariz         | Político                                       | Brasil                 | 1956  | [ 44 ] |
| 17    | Marwan Issa                     | Militar                                        | Palestina              | 1965  | [ 45 ] |
| 17    | Nuno Júdice                     | Poeta                                          | Portugal               | 1949  | [ 46 ] |
| 17    | Osvaldo Bender                  | Político                                       | Brasil                 | 1934  | [ 47 ] |
| 18    | Thomas Stafford                 | Astronauta                                     | Estados Unidos         | 1930  | [ 48 ] |
| 18    | Joana Neves                     | Nadadora                                       | Brasil                 | 1987  | [ 49 ] |
| 18    | Nicandro Díaz González          | Diretor e produtor de novelas                  | México                 | 1963  | [ 50 ] |
| 18    | Joaquim Santos                  | Automobilista                                  | Portugal               | 1952  | [ 51 ] |
| 18    | Kenjiro Shinozuka               | Piloto                                         | Japão                  | 1948  | [ 52 ] |
| 19    | M. Emmet Walsh                  | Ator                                           | Estados Unidos         | 1935  | [ 53 ] |
| 20    | Vernor Vinge                    | Cientista, escritor e matemático               | Estados Unidos         | 1944  | [ 54 ] |
| 20    | Alfred M. Gray Jr.              | Militar                                        | Estados Unidos         | 1928  | [ 55 ] |
| 20    | Sten Elfström                   | Ator                                           | Suécia                 | 1942  | [ 56 ] |
| 21    | Orlando Aravena                 | Futebolista e treinador de futebol             | Chile                  | 1942  | [ 57 ] |
| 21    | António Évora                   | Ator                                           | Portugal               | 1941  | [ 58 ] |
| 21    | Gina Santos                     | Atriz                                          | Portugal               | 1927  | [ 59 ] |
| 21    | Eridan Coutinho                 | Médica e professora                            | Brasil                 | 1931  | [ 60 ] |
| 21    | Ron Harper                      | Ator                                           | Estados Unidos         | 1933  | [ 61 ] |
| 22    | Oswald Barroso                  | Poeta, jornalista, escritor e teatrólogo       | Brasil                 | 1947  | [ 62 ] |
| 22    | Paulo Konder Bornhausen         | Político                                       | Brasil                 | 1929  | [ 63 ] |
| 23    | Maurizio Pollini                | Pianista                                       | Itália                 | 1942  | [ 64 ] |
| 24    | Saravuth Parthipakoranchai      | Futebolista                                    | Tailândia              | 1950  | [ 65 ] |
| 24    | Gordon Singleton                | Ciclista                                       | Canadá                 | 1956  | [ 66 ] |
| 24    | Érico Junqueira Ayres           | Cartunista                                     | Brasil                 | 1948  | [ 67 ] |
| 24    | Brigitte García                 | Política                                       | Equador                | 1997  | [ 68 ] |
| 26    | Richard Serra                   | Escultor                                       | Estados Unidos         | 1938  | [ 69 ] |
| 26    | Isaías Pessotti                 | Escritor, professor e psicólogo                | Brasil                 | 1933  | [ 70 ] |
| 27    | Joe Lieberman                   | Político                                       | Estados Unidos         | 1942  | [ 71 ] |
| 27    | Daniel Kahneman                 | Psicólogo e economista                         | Israel/ Estados Unidos | 1934  | [ 72 ] |
| 27    | Choi Dae-shik                   | Futebolista                                    | Coreia do Sul          | 1965  | [ 73 ] |
| 28    | Larry Lloyd                     | Futebolista                                    | Reino Unido            | 1948  | [ 74 ] |
| 29    | Louis Gossett Jr.               | Ator                                           | Estados Unidos         | 1936  | [ 75 ] |
| 29    | Péter Juhász                    | Futebolista                                    | Hungria                | 1948  | [ 76 ] |
| 29/30 | Chance Perdomo                  | Ator                                           | Estados Unidos         | 1996  | [ 78 ] |
| 31    | Barbara Rush                    | Atriz                                          | Estados Unidos         | 1927  | [ 79 ] |